# The Club (série télévisée turque)
Pour les articles homonymes, voir The Club.
The Club (Külup dans la version originale) est une série télévisée turque réalisée en 2021 par Seren Yüce et Zeynep Günay Tan. Elle met en vedette Gökçe Bahadır, Barış Arduç, Salih Bademci, Fırat Tanış, Metin Akdülger et Asude Kalebek. La série est diffusée sur Netflix à partir du 5 novembre 2021, avec une saison 1 composée de 10 épisodes, divisés en deux parties de 6 et 4 épisodes. La série est sous-titrée en trente-trois langues.

## Synopsis
L'action se situe dans la ville d'Istanbul, en Turquie, notamment dans les quartiers de Galata et Pera, durant l'année 1955. La série met en scène plusieurs personnages, dont Matilda, une femme juive qui a passé les dix-sept dernières années en prison, sa fille Raşel qui a grandi dans un orphelinat, l'artiste de music-hall Selim Songür, Orhan le patron d'une boite nuit célèbre et son bras-droit Çelebi.

## Épisodes
- Partie 1 : six épisodes diffusés à partir de septembre 2021.
- Partie 2 : quatre épisodes diffusés à partir de janvier 2022.

## Distribution et personnages
- Gökçe Bahadır : Matilda Aseo, juive séfarade et ex-détenue travaillant dans une importante discothèque d'Istanbul
- Asude Kalebek : Raşel Aseo, fille de Matilda
- Barış Arduç : İsmet Denizer, chauffeur de taxi et amant de Raşel
- Salih Bademci : Selim Songür, vedette de music-hall qui fait la réputation de la discothèque
- Metin Akdülger : Orhan Şahin, propriétaire de la discothèque
- Suzan Kardeş : mère d'Orhan
- Fırat Tanış : Çelebi, directeur de la discothèque
- Merve Şeyma Zengin : Tasula, amie gréco-turque de Raşel
- Hülya Duyar : la mère d'İsmet
- İştar Gökseven : Ali Şeker, père d'İsmet
- İlker Kılıç : Mordo, ami et fiancé de Raşel
- Valeria Lakhina : Diana, une Anglaise travaillant à l'ambassade britannique

## Production
La série est produite par Saner Ayar, Ayşe Durmaz et la société de médias turque O3 Medya pour Netflix. Les épisodes ont été réalisés par Seren Yüce et Zeynep Günay Tan. Le scénario a été écrit par une équipe composée d'Ayşin Akbulut, Serkan Yörük, Bengü Üçüncü, Rana Denizer et Necati Şahin (scénariste principal).

## Accueil
L'accueil de la communauté juive turque à la série a été généralement positif. La représentation des rituels juifs, de la langue judéo-espagnole et des sujets politiques tels que l'impôt sur la fortune Varlık Vergisi a été particulièrement appréciée par les membres de la communauté,,. De plus, la représentation de sujets tabous tels que les persécutions de minorités grecques et juives en Turquie et le pogrom d'Istanbul en 1955 (dans la partie 2) a été saluée par la critique.